# Ave César
Pour le film comique américain sorti en 2016, voir Ave, César !.

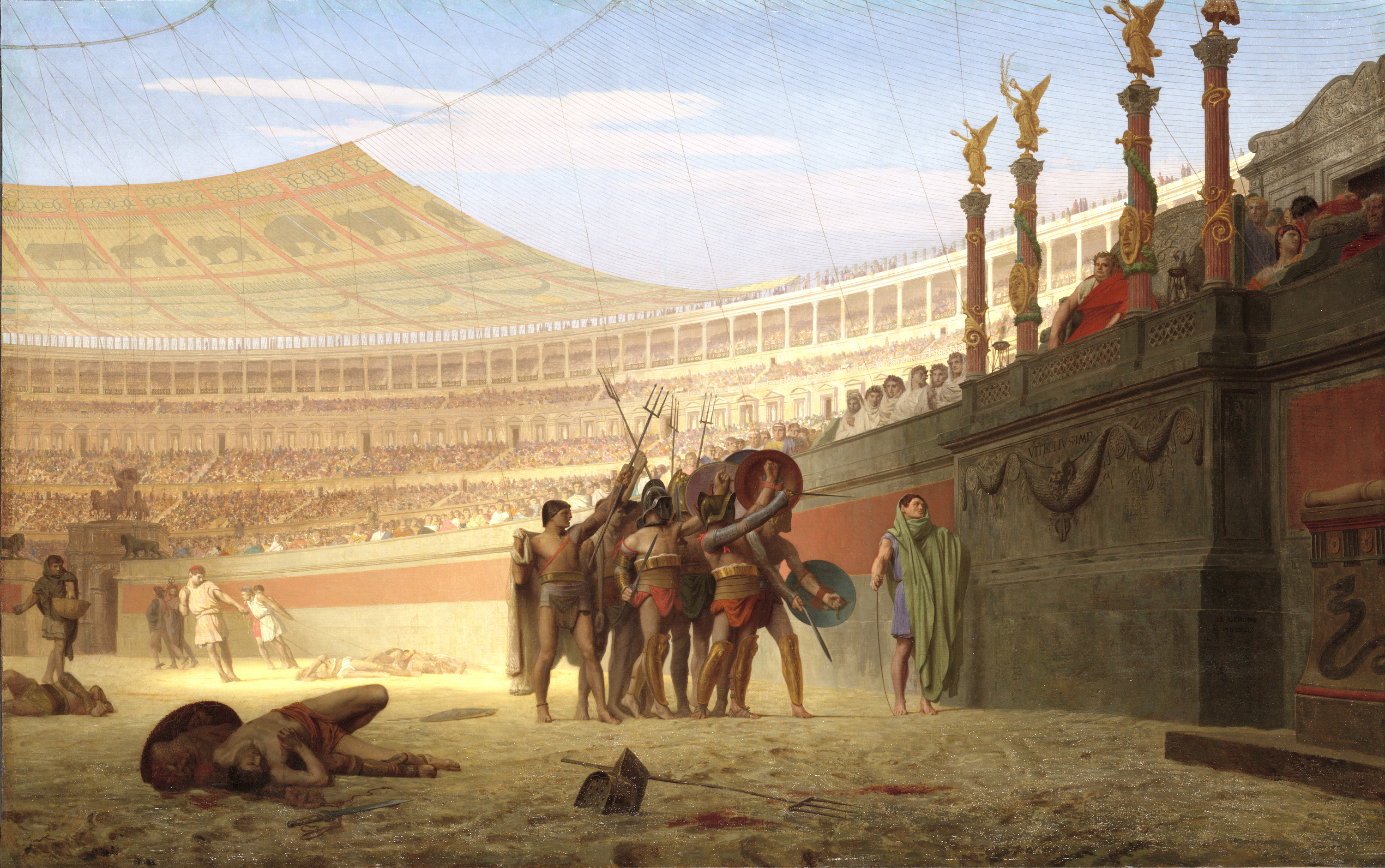
Ave Caesar, morituri te salutant, toile de Jean-Léon Gérôme (1859), représentant des gladiateurs devant l'empereur Vitellius.

Ave César (en latin : Avē Cæsar) était à l'époque impériale romaine une formulation rapide utilisée pour saluer l'empereur.
On la connait particulièrement à travers la formule Avē Cæsar, moritūrī tē salūtant, (« Salut César, ceux qui vont mourir te saluent »), prononcée en 52 par des condamnés à mort astreints à combattre lors de la naumachie de Claude, seule attestation historiquement connue, et abusivement généralisée aux gladiateurs.

## Ave Caesar
Ave est, contrairement à salvē, une forme de salutation principalement militaire. Cette phrase a souvent été reprise, parfois à des fins caricaturales, dans la littérature et la culture populaire, qu'il s'agisse de péplums ou d'œuvres humoristiques comme les aventures Astérix le Gaulois.
Avē est une interjection latine issue du verbe ăvĕo (« saluer »).
Quant à Cæsar, il s'agit à l'origine d'un nom de famille de la gens Iulia, illustré par Jules César, et qui fut ensuite utilisé comme un titre honorifique par les empereurs et, à partir d'Hadrien, par leurs successeurs présomptifs.

## Ave Caesar, morituri te salutant
Selon une croyance moderne erronée, durant les combats, les gladiateurs auraient eu l'habitude de saluer l'empereur en ces termes :
Ave Caesar morituri te salutant : « Salut, César, ceux qui vont mourir te saluent. »
La formule a une origine authentique, basée sur le témoignage de l'historien romain Suétone dans sa Vie des douze Césars. Cependant, cette citation ne s'appliquait pas aux gladiateurs, puisque ces derniers n'avaient aucune certitude de mourir, contrairement à ce qu'implique le terme morituri. Elle fut apparemment prononcée en une seule occasion par des condamnés que l'empereur Claude avait affectés à une naumachie au bord du lac Fucin.
En l'an 52, cet empereur organise une grande reconstitution de bataille de l'histoire navale, avec plus de 19 000 prisonniers destinés à se battre à mort. Le jour fatidique, plusieurs prisonniers situés non loin de l'empereur Claude lui lancent : « Salut, César, ceux qui vont mourir te saluent. » L'empereur, lance en réponse : « Ou pas ! » de manière moqueuse, sous-entendant que leur salut n'est guère sincère, car énormément de ces prisonniers sont des déserteurs, qui ont donc refusé de se battre et de mourir pour lui. Mais l'ironie de la réponse n'est pas bien comprise et les prisonniers se croient graciés, pensant que l'empereur vient de leur dire qu'ils ne combattraient pas. Les troupes romaines encadrant ce spectacle doivent venir bombarder les vaisseaux de projectiles pour qu'ils se livrent à l'affrontement guerrier, auquel ils ont une faible chance de survivre, mais plus grande en comparaison du fait d'être exécutés.
L'association incorrecte avec la gladiature demeure malgré tout vivace dans la culture populaire,.

### Écriture et prononciation
Écrit avec des macrons optionnels : Avē Imperātor (Cæsar), moritūrī tē salūtant ou, plus exactement, Hauē Imperātor, moritūrī tē salūtant!.
Prononciation classique : [ˈaweː impeˈraːtor (ˈkae̯sar) moriˈtuːriː teː saˈluːtant].

### Contexte
À la différence des combats de gladiateurs, combattant souvent par paire, les naumachies étaient des affrontements entre groupes nombreux, simulant des batailles navales. Elles étaient rares, organisées lors d'occasions exceptionnelles.
La naumachie de Claude célébrait en 52 l'achèvement d'un projet de drainage et de récupération de terres agricoles dans le plus grand lac intérieur d'Italie, le lac Fucin, un lac de 19 km dans la chaîne des Apennins à 80 km de Rome. Le projet, qui a duré onze ans et nécessité l'embauche de 30 000 hommes, comprenait le nivellement du sommet d'une colline et la construction d'un tunnel de 4,8 km entre le lac et la rivière Liris.

### Sources
L'épisode des condamnés destinés à la naumachie de Claude est raconté par trois historiens de Rome postérieurs à cet événement daté de l'an 52 : Suétone, Dion Cassius et Tacite (ce dernier mentionne l'événement, mais ne cite pas la phrase).
- Suétone : « Avant de dessécher le lac Fucin, il y donna une naumachie. Mais les combattants s'étant écriés : « Salut à l'empereur ! Ceux qui vont mourir te saluent ! », il répondit : « Savoir s'ils mourront ». [« Ave imperator, morituri te salutant ! », respondisset « Aut non ! »]. À ces mots, sous pretexte qu'il leur avait fait grâce, aucun d'eux ne voulut plus combattre. Claude hésita longtemps : il ne savait s'il les ferait périr tous par le fer ou par le feu. Enfin il s'élança de son siège, et, faisant le tour du lac d'un pas tremblant et ridicule, moitié par menace, moitié par promesse, il les força à combattre[5],[11]. »
- Dion Cassius : « Claude désira donner un combat naval sur un lac ; il fit mettre une muraille de bois et construire des échafauds tout autour, et il rassembla une multitude innombrable de personnes (...). Les combattants étaient des condamnés à mort ; ils avaient cinquante vaisseaux de chaque côté, avec les noms de Rhodiens et de Siciliens. Après s'être d'abord réunis en une seule troupe, ils s'adressèrent tous ensemble à Claude en ces termes : « Salut à toi, empereur ; au moment de mourir, nous te saluons ». N'ayant pu obtenir grâce et ayant, malgré cette prière, reçu l'ordre de combattre, ils se mirent simplement en rangs et ne s'attaquèrent que lorsqu'ils eurent été contraints de se massacrer les uns les autres[12],[13]. »

### Variations des sources et des lectures
La réponse de Claude est indiquée dans plusieurs manuscrits comme Avete vos ! (« Salut à vous ! »), suggérant un acte de faveur. Les premières éditions de De Vita Caesarum publiées à Rome en 1470 et Venise en 1471 donnaient la leçon Avete vos, et cette version était encore acceptée au XIXe siècle, comme dans l'édition Baumgarten-Crusius de 1816. Karl Ludwig Roth (de) retourna aux manuscrits de meilleure qualité pour son édition de 1857 — principalement le Codex Memmianus du IXe siècle, la plus ancienne version connue de l'œuvre de Suétone — et corrigea la réponse de Claude en Aut non.
La réponse à morituri (« Ceux qui vont mourir ») que fait Claude par Aut non (littéralement « Ou pas ! ») est comprise par les naumachiarii comme une promesse de grâce immédiate, mais elle ne fut effective qu'après un combat effectif et sanglant, dispensant les survivants de se massacrer jusqu'au dernier.

## Historique de la formule

### Utilisation à l'époque romaine
H.J. Leon (Université du Texas) a étudié cette salutation dans les Transactions de l'American Philological Association en 1939. Il a observé que le salut était devenu largement représenté et embelli dans « de nombreux travaux traitant des antiquités romaines, de sorte qu'il est devenu une des coutumes romaines les plus connues et les plus souvent citées ». Il a été reconnu dans les écrits laïcs et académiques comme un salut coutumier des gladiateurs à l'empereur. Et pourtant « il n'y a pas d'autre référence ancienne à un salut des gladiateurs, et dans ce cas il n'a pas du tout été prononcé par des gladiateurs, mais par des naumachiarii. Un exemple frappant de cette croyance omniprésente, même dans le milieu universitaire, peut être trouvé dans le livre de l'historien Jérôme Carcopino, La Vie Quotidienne à Rome à l'Apogée de l'Empire, publié en 1939. (...) L'auteur, membre de l'Académie française, professeur au Havre et à la Sorbonne et directeur de l'Académie française à Rome, cite « l'acclamation lugubre et véridique » des gladiateurs passant en défilé devant l'empereur avant d'entrer dans le Colisée. »
Leon observe que les combattants n'étaient pas des gladiateurs, mais des criminels condamnés à mort : leur destin était le massacre (occidio). Le lac avait été entouré de radeaux pour éviter toute échapatoire et de « soldats de la garde du prétoire, de l'infanterie et de la cavalerie, protégés par des remparts et équipés de catapultes et de ballistes marines, prêts pour l'action ». Il conclut que ce n'était pas un salut formel, mais sans doute un incident isolé, un plaidoyer de la part de condamnés désespérés pour obtenir la sympathie ou la pitié.
Alan Baker en est d'accord : « Il n'y a aucune preuve que c'était une pratique courante chez les gladiateurs. À notre connaissance, la seule fois où cette phrase a été utilisée était lors d'un événement organisé par Claude. » Plass note qu'« il est difficile de voir pourquoi ou comment l'expression a été utilisée à cette occasion si ce n'était pas une formule régulière ». Kyle reconnaît qu'aucune autre source n'indique ce « salut du gladiateur supposé »  et conclut que « les sources ont fait remarquer l'incident, en partie, parce qu'une grâce collective était une anomalie dans la pratique de l'arène. »

### Utilisation aux temps modernes
La formule  est employée  dans la pièce Androcles et le Lion de George Bernard Shaw (1912), avant que les Chrétiens n'affrontent les lions, l'Empereur répondant « Bonjour, amis ».
Elle est passée dans la culture contemporaine, utilisée par des pilotes de l'armée de l'air (voir la biographie de John Lerew), dans un film de la Seconde Guerre mondiale intitulé Morituri, dans l'épisode de M*A*S*H intitulé Peace on Us, dans la bande dessinée de René Goscinny et Albert Uderzo Astérix gladiateur et le film Les douze travaux d'Astérix, dans une bande dessinée Marvel des années 1980 : Strikeforce: Morituri, dans l'épisode Adventure Time : Morituri Te Salutamus, dans un ensemble de pièces de théâtre des années 1890 par Hermann Sudermann, dans le roman  Heart of Darkness de Joseph Conrad (1902), dans le roman de James Joyce Ulysse (phrase prononcée par le héros M. Brown peu avant sa mort), dans le roman d'Agatha Christie The Secret Adversary (1924), ainsi que dans A Caribbean Mystery (1964), dans les chansons populaires des années 1980, et celles des jeux vidéo, etc.